# مرکز تجارت جهانی شش
مرکز تجارت جهانی شش یک مجتمع مسکونی واقع در ایالت نیویورک، ایالات متحده آمریکا می‌باشد. و ۱۹۷۳ به پایان رسید. این بنا به سبک معماری مدرن طراحی شده‌است. ارتفاع آن ۹۳٫۲۸ فوت (۲۸ متر)، مساحت زیربنای آن ۵۳۷٬۶۹۳ فوت مربع (۴۹٬۹۵۳ متر مربع)، تعداد طبقاتش ۸ است.